# Clube Atlético Colombo
Le Clube Atlético Colombo était un club brésilien de football basé à Núcleo Bandeirante dans le district fédéral. Il disparait en 1994 après fusion avec l'AD Comercial Bandeirante.

## Palmarès
- Championnat de Brasilia :
  - Champion : 1971